# Pas-en-Artois
Pas-en-Artois és un municipi francès situat al departament del Pas de Calais i a la regió dels Alts de França. L'any 2007 tenia 810 habitants.

## Demografia

### Població
El 2007 la població de fet de Pas-en-Artois era de 810 persones. Hi havia 328 famílies de les quals 88 eren unipersonals (28 homes vivint sols i 60 dones vivint soles), 92 parelles sense fills, 104 parelles amb fills i 44 famílies monoparentals amb fills.
La població ha evolucionat segons el següent gràfic:
Habitants censats

### Habitatges
El 2007 hi havia 365 habitatges, 329 eren l'habitatge principal de la família, 16 eren segones residències i 20 estaven desocupats. 348 eren cases i 12 eren apartaments. Dels 329 habitatges principals, 227 estaven ocupats pels seus propietaris, 91 estaven llogats i ocupats pels llogaters i 11 estaven cedits a títol gratuït; 3 tenien una cambra, 23 en tenien dues, 29 en tenien tres, 91 en tenien quatre i 183 en tenien cinc o més. 239 habitatges disposaven pel capbaix d'una plaça de pàrquing. A 183 habitatges hi havia un automòbil i a 85 n'hi havia dos o més.

### Piràmide de població
La piràmide de població per edats i sexe el 2009 era:
| Homes | Edats   | Dones |
| ----- | ------- | ----- |
| 0     | 95 o +  | 0     |
| 0     | 90 a 94 | 12    |
| 4     | 85 a 89 | 4     |
| 16    | 80 a 84 | 16    |
| 12    | 75 a 79 | 24    |
| 24    | 70 a 74 | 16    |
| 16    | 65 a 69 | 52    |
| 8     | 60 a 64 | 20    |
| 20    | 55 a 59 | 8     |
| 20    | 50 a 54 | 32    |
| 20    | 45 a 49 | 20    |
| 40    | 40 a 44 | 16    |
| 32    | 35 a 39 | 48    |
| 44    | 30 a 34 | 32    |
| 32    | 25 a 29 | 40    |
| 8     | 20 a 24 | 28    |
| 24    | 15 a 19 | 8     |
| 28    | 10 a 14 | 36    |
| 52    | 5 a 9   | 24    |
| 56    | 0 a 4   | 24    |

## Economia
El 2007 la població en edat de treballar era de 487 persones, 333 eren actives i 154 eren inactives. De les 333 persones actives 295 estaven ocupades (174 homes i 121 dones) i 38 estaven aturades (20 homes i 18 dones). De les 154 persones inactives 40 estaven jubilades, 43 estaven estudiant i 71 estaven classificades com a «altres inactius».

### Ingressos
El 2009 a Pas-en-Artois hi havia 330 unitats fiscals que integraven 801,5 persones, la mediana anual d'ingressos fiscals per persona era de 13.838 €.

### Activitats econòmiques
Dels 37 establiments que hi havia el 2007, 1 era d'una empresa extractiva, 1 d'una empresa alimentària, 1 d'una empresa de fabricació d'altres productes industrials, 2 d'empreses de construcció, 6 d'empreses de comerç i reparació d'automòbils, 4 d'empreses de transport, 3 d'empreses d'hostatgeria i restauració, 2 d'empreses financeres, 1 d'una empresa immobiliària, 2 d'empreses de serveis, 12 d'entitats de l'administració pública i 2 d'empreses classificades com a «altres activitats de serveis».
Dels 10 establiments de servei als particulars que hi havia el 2009, 1 era una gendarmeria, 1 oficina de correu, 1 una oficina bancària, 1 taller de reparació d'automòbils i de material agrícola, 1 autoescola, 1 fusteria, 1 electricista, 2 perruqueries i 1 restaurant.
Dels 4 establiments comercials que hi havia el 2009, 1 era un hipermercat, 1 una botiga de menys de 120 m², 1 una fleca i 1 una joieria.
L'any 2000 a Pas-en-Artois hi havia 8 explotacions agrícoles.

## Equipaments sanitaris i escolars
El 2009 hi havia 1 farmàcia i 1 ambulància.
El 2009 hi havia 1 escola maternal i 2 escoles elementals. Pas-en-Artois disposava d'un col·legi d'educació secundària amb 419 alumnes.

## Poblacions més properes
El següent diagrama mostra les poblacions més properes.